# جائزة ماليزيا الكبرى 2013
جائزة ماليزيا الكبرى 2013 (بالإنجليزية: 2013 Malaysian Grand Prix)‏ هو سباق فورمولا 1.

## الترتيب النهائي
| +/–     | الترتيب | السائق        | النقاط |
| ------- | ------- | ------------- | ------ |
| 2       | 1       | سباستيان فيتل | 40     |
| 1       | 2       | كيمي رايكونن  | 31     |
| 3       | 3       | مارك ويبر     | 26     |
| 1       | 4       | لويس هاملتون  | 25     |
| 1       | 5       | فيليبي ماسا   | 22     |
| المصدر: |         |               |        |